# Veliocasses
Els veliocasses (en llatí: Veliocasses o Vellocasses) van ser un poble de la Gàl·lia Belga, al nord del Sena, esmentat per Juli Cèsar. Segons ell disposaven de deu mil homes armats, però és possible que es referís a ells i als viromandus junts. Plini el Vell els anomena Vellocasses i Claudi Ptolemeu Οὐενελιοκάσιοι ('Oueneliokasioi'). En temps d'August van ser inclosos a la Lugdunense. La seva capital era Rotomagus (Rouen). Tenien com a veïns al calets. Una bona part del seu territori després es va anomenar el Vexin (entre els rius Andelle i Oise) dividit en Vexin normand i Vexin francès pel riu Epte.
El terme cèltic -casse està relacionat probablement amb els cabells -que es poden dur trenats o arrissats-, com sembla indicar el nom de diverses tribus gal·les: els Baiocasses (Bayeux), els Tricasses, els Viducasses (Vieux, al sud de Caen) o els Succasses. Per tant, veliocasses podria voler dir «els arrissats», malgrat que el sentit de velio- no està clarament establert: «modest, honest» o «millor» [?].